# 近藤美月
近藤 美月（こんどう　みつき、2004年11月28日 - ）は、日本の柔道選手。佐賀県出身。階級は48kg級。身長152cm。血液型はA型。組み手は左組み。得意技は内股。兄は60㎏級の近藤隼斗。

## 経歴
柔道は6歳の時に武雄警察署少年柔道教室で始めた。有田中学3年の時に全国中学校柔道大会の48kg級で5位になった。佐賀商業高校へ入学すると、1年の時には全国高校選手権で2位になった。2年の時にはインターハイ48kg級の決勝で修徳高校2年の宮木果乃を大外返で破って優勝した。全国高校選手権では準決勝で宮木に僅差で敗れて3位だったが、団体戦では優勝した。3年の時にはインターハイの準決勝で宮木を技ありで破るなどして2連覇を達成した。2023年に東海大学へ進学すると、1年の時には全日本ジュニアの準決勝で日大1年の宮木に反則負けして3位だった。体重別団体では優勝した。講道館杯では準決勝で宮木を技ありで破ると、決勝では大学の2年先輩である吉岡光に反則勝ちして、シニアの全国大会初優勝を飾った。グランプリ・リンツでは決勝まで進むと、桐蔭横浜大学3年の稲垣若菜を技ありで破ってIJFワールド柔道ツアー初優勝を飾った。2年の時には体重別の準決勝でJR東日本の古賀若菜に合技で敗れて3位だった。学生体重別では決勝で日大3年の原田瑞希に敗れて2位だった。
講道館杯では決勝で吉岡に技ありで敗れて2位だった。グランドスラム・東京では準決勝で宮木を崩袈裟固で破るも、決勝で古賀に技ありで敗れて2位だった。2025年2月のグランドスラム・パリでは準決勝でパリオリンピック銅メダリストであるスウェーデンのタラ・バブルファトに反則勝ちすると、決勝では同じくパリオリンピック銅メダリストである地元フランスのシリヌ・ブクリを有効で破って優勝した。3年の時には体重別への出場を理由非公表により取り止めた。グランドスラム・ウランバートルでは決勝でIJF名義で出場したロシアのマリナ・ボロエワに有効を先取されるも裏固で逆転勝ちするなど、全試合を寝技で一本勝ちして優勝した。今大会の60㎏級で兄が2位となったため、兄妹でのメダル獲得となった。
IJF世界ランキングは700ポイント獲得で53位(25/7/20現在)。

## 戦績
- 2019年 -　全国中学校柔道大会　5位
- 2021年 -　全国高校選手権　2位
- 2021年 -　インターハイ　優勝
- 2022年 -　全国高校選手権　個人戦　3位　団体戦　優勝
- 2022年 -　インターハイ　優勝
- 2023年 -　全日本ジュニア　3位
- 2023年 -　体重別団体　優勝
- 2023年 -　講道館杯　優勝
- 2024年 -　グランプリ・リンツ　優勝
- 2024年 - 体重別 3位
- 2024年 - オーストリアジュニア国際　優勝
- 2024年 -　学生体重別　2位
- 2024年 -　講道館杯　2位
- 2024年 - グランドスラム・東京　2位
- 2025年 - グランドスラム・パリ　優勝
- 2025年 - グランドスラム・ウランバートル　優勝

(出典、JudoInside.com)